# Schuld
Schuld är en kommun och ort i Landkreis Ahrweiler i förbundslandet Rheinland-Pfalz i Tyskland.
Kommunen ingår i kommunalförbundet Verbandsgemeinde Adenau tillsammans med ytterligare 36 kommuner.